# Dasineura populicola
Dasineura populicola är en tvåvingeart som först beskrevs av Marikovskij 1957.  Dasineura populicola ingår i släktet Dasineura och familjen gallmyggor.
Artens utbredningsområde är Ukraina. Inga underarter finns listade i Catalogue of Life.